# 1905
Прекрасна епоха • Промислова революція •  Колоніальні імперії •  Національно-визвольні рухи • Робітничий рух

## Геополітична ситуація
У Російській імперії царює імператор Микола II (до 1917). Росії належить більша частина України, значна частина Польщі, Бессарабія, Закавказзя, Фінляндія, Бухарське ханство, Хівинське ханство. Україну розділено між двома державами — Королівство Галичини та Володимирії належить Австро-Угорщині, Правобережжя, Лівобережжя та Крим — Російській імперії.
В Османській імперії править султан Абдул-Гамід II (до 1909). Під владою османів перебувають Близький Схід, Середземноморське узбережжя Північної Африки частина Балкан, автономна Болгарія.
В Австро-Угорщині володарює Франц-Йосиф I (до 1916). Імперія охоплює, крім австрійських та угорських земель, Хорватію, Трансильванію, Богемію та Галичину. В Німецькій імперії править Вільгельм II (до 1918). Імперія має колонії в Африці та в Тихому океані.
Третя французька республіка має колонії в Алжирі, Карибському басейні, Південній Америці в Індокитаї. Королівство Іспанія очолює Альфонс XIII (до 1931). Король Португалії — Карлуш I (до 1908). Португалія має володіння в Африці, Індії, Індійському океані й Індонезії.
У Великій Британії править Едуард VII (до 1910). Британська імперія має колонії в Північній Америці, на Карибах, в Африці, в Тихоокеанії та в Індостані. Королівство Нідерланди очолює королева Вільгельміна (до 1948). Король Данії — Кристіан IX (до 1906), Норвегії — Гокон VII (до 1957), Швеції — Оскар II (до 1907), на троні Королівства Італія сидить Віктор-Емануїл III (до 1943).
Посаду президента США утримує за собою Теодор Рузвельт. Територію на півночі північноамериканського континенту займає Канадська конфедерація (домініон Великої Британії), територія на півдні континенту належить Мексиці.
В Ірані при владі Каджари. Владу над Індостаном та Бірмою утримує Британська корона, над В'єтнамом, Лаосом і Камбоджею — Франція. У Сіамі править династія Чакрі. У Китаї володарює Династія Цін. У Японії триває період Мейдзі, Корейська імперія стала протекторатом Японії.

## Події

### В Україні
- Утворено Українську соціал-демократичну робітничу партію
- У вересні у Львові опубліковано Конституцію Міхновського.
- 12—16 грудня у Києві існувала Шулявська республіка.
- У Києві відкрито фунікулер.
- Осип Маковей надрукував повість «Ярошенко».

### У світовій політиці

#### Січень— червень
- 2 січня росіяни японцям здали Порт-Артур.
- 14 січня Єнс Кристінсен став прем'єр-міністром Данії.
- 17 січня французький уряд Луї Комба подав у відставку, а 24 січня його змінив уряд Моріса Рув'є.
- Неділя 22 січня (9 січня за старим стилем) увійшла в історію Росії як «Кривава» — царські війська розстріляли мирну демонстрацію санкт-петербурзьких робітників.
- 26 січня царські війська розстріляли демонстрацію в Ризі.
- 29 січня почалися заворушення в Польщі.
- 17 лютого від руки вбивці загинув російський Великий князь Сергій Олександрович.
- З 20 лютого по 10 березня тривала битва під Мукденом, в якій японці перемогли росіян.
- 2 березня російський кабінет міністрів проголосував за надання населенню свободи релігій.
- 3 березня оголошено, що в Росії буде створено дорадчий орган Державна Дума.
- 22 березня в Царстві Польському скасовано обов'язкове вивчення російської мови.
- 23 квітня німецький генерал Лотар фон Трота віддав наказ про знищення всіх нама в Південно-Західній Африці.
- 27—28 травня у російсько-японській війні відбулася Цусімська битва, в якій було розгромлено 2-гу ескадру російського тихоокеанського флоту.
- 7 червня норвезький Стортинг проголосував за розрив унії зі Швецією, Норвегія стала незалежною.
- 13 червня убили прем'єр-міністра Греції Теодороса Деліянніса.
- 27 червня (14 за старим стилем ) спалахнуло повстання матросів на панцернику «Князь Потьомкін-Таврійський».

#### Липень— грудень
- 10 липня японці захопили Сахалін.
- 7 серпня шведський король Оскар II призначив принца Густава регентом.
- 20 серпня китайський революціонер Сунь Ятсен створив антиманьчжурську організацію Тунменхой.
- 27 серпня російський імператор Микола II повернув незалежність університетам.
- 5 вересня підписано Портсмутський договір, що завершив російсько-японську війну. Росія віддала Японії Сахалін та частину Маньчжурії.
- 16 жовтня відбувся перший поділ Бенгалії за релігійною ознакою.
- 29 жовтня царські війська розстріляли демонстрацію в Таллінні.
- 30 жовтня ( 17 за старим стилем) імператор Микола II видав маніфест, яким було «даровано» громадянські свободи (зокрема свободи слова та зібрань), розширено представництво до Державної думи, а також встановлено її як єдиного законодавчого органу Російської імперії.
- 16 листопада імператор Микола II видав маніфест про зниження викупних платежів за землю та повне припинення їх стягнення від 1 січня 1907 року.[1]
- 17 листопада підписано Японо-корейський договір про протекторат.
- 18 листопада данський принц Карл став королем Норвегії як Гокон VII.
- З 20 по 31 грудня тривало повстання в Москві

### У суспільному житті
- Засновано
  - Сервісну організацію Ротарі Інтернешнл у США.
  - Місто Лас-Вегас у США.
  - Університет Шеффілда в Англії.
  - Інститут музичного мистецтва у Нью-Йорку, США.
  - Компанію Norsk Hydro у Норвегії.
- Відкрився Сімплонський тунель в Альпах.
- Імператриця Цисі скасувала особливо болісні методи страти, зокрема лінчі.
- У Франції церкву відокремлено від держави.
- Енні Кінні та Кристабель Панкгерст перервали мітинг ліберальної партії у Манчестері, що стало першим актом радикального суфражизму.

#### Нобелівська премія
- з фізики — Філіп Ленард, «За роботи з дослідження катодних променів».
- з хімії — Адольф фон Беєр, «За заслуги в розвитку органічної хімії і хімічної промисловості завдяки роботам з хімії органічних барвників і гідроароматичних сполук»
- з медицини та фізіології — Роберт Кох, «За дослідження й відкриття, що пов'язані з лікуванням туберкульозу»
- з літератури — Генрик Сенкевич, «За видатні заслуги у сфері епосу»
- премія миру — Берта фон Зуттнер, «Автор роману „Геть зброю“, почесний президент Постійного Міжнародного бюро миру»

### У науці
- У Альберта Ейнштейна був Annus mirabilis — він побудував:
  - Спеціальну теорію відносності.
  - Теорію фотоефекту.
  - Теорію броунівського руху.
- Вільям Бетсон запропонував термін генетика.
- Карл фон Лінде отримав зрідженням повітря рідкий кисень та рідкий азот.
- Карл Пірсон запропонував термін випадкове блукання.
- Генрі Ферфілд Осборн описав тиранозавра і дав йому назву.
- Фріц Шаудін та Еріх Гофман відкрили бактерію, відповідальну за сифіліс.

### У мистецтві
- Джек Лондон опублікував роман «Біле Ікло».
- Райнер Марія Рільке видав збірку віршів «Книга годин».
- Клод Дебюссі скомпонував оркестрову п'єсу «Море».
- Відбулася прем'єра опери Ріхарда Штрауса «Саломе».
- Відбулася прем'єра оперети Ференца Легара «Весела вдова».
- Завершилося будівництво Берлінського собору.

### У спорті
- Засновано футбольні клуби Бока Хуніорс в Аргентині, Галатасарай у Туреччині, Крістал Пелес, Чарльтон Атлетик та Челсі в Англії.
- В американському футболі відбулася експериментальна гра, в якій дозволено пас уперед.
- Родні Гіт виграв перший чемпіонат Австралазії з тенісу.

### Аварії й катастрофи
- 12 вересня — японський ескадрений броненосець Мікаса (Mikasa) затонув у порту Сасебо (Sasebo) після вибуху артилерійських льохів. Загинуло 339 чоловік.
- 19 листопада — німецький пасажирський пароплав Хільда (Hilda) розбився на підводних каменях острова Сен-Мало. Загинуло 127 чоловік.
- Понад 20 тисяч людей стали жертвами землетрусу в Кангрі в Індії.

## Народились
Дивись також Категорія:Народились 1905
- 6 січня — Ерік Френк Рассел, англійський письменник-фантаст
- 21 січня — Крістіан Діор, французький модельєр-дизайнер, кутюр'є.
- 21 січня — Ванда Василевська, польська письменниця
- 12 лютого — Вірський Павло Павлович — український танцівник і хореограф.
- 28 березня — Авраменко Георгій Титович — український актор, режисер.
- 2 квітня — Серж Лифар, французький танцівник, хореограф, балетмейстер українського походження
- 24 квітня — Роберт Пенн Воррен, американський письменник, поет, критик.
- 12 травня — Корнійчук Олександр Євдокимович, український письменник-драматург
- 15 травня — Абрам Запрудер, американський фабрикант жіночого одягу українського єврейського походження
- 16 травня — Генрі Фонда, американський кіноактор
- 24 травня — Шолохов Михайло Олександрович, російський письменник
- 25 травня — Альдо Гуччі, італійський модельєр
- 20 червня — Лілліан Хеллман, американська письменниця
- 21 червня — Жан-Поль Сартр, французький філософ, письменник
- 24 липня — Курдидик Анатоль Петрович, український поет, письменник, журналіст
- 29 липня — Даг Яльмар Хаммершельд, шведський економіст
- 8 серпня — Андре Жоліве, французький композитор
- 3 вересня — Карл Девід Андерсон, американський фізик
- 18 вересня — Грета Гарбо, шведська кіноактриса
- 24 вересня — Северо Очоа, іспано-американський біохімік, лауреат Нобелівської премії з фізіології і медицини 1959 року
- 28 вересня — Макс Шмелінг, німецький боксер
- 30 вересня — Невілл Френсіс Мотт, англійський фізик, лауреат Нобелівської премії з фізики 1977 року
- 6 жовтня — Гелен Віллс Муді, американська тенісистка
- 15 жовтня — Чарльз Персі Сноу, англійський письменник
- 22 жовтня — Карл Янський, американський фізик і радіоінженер, основоположник радіоастрономії
- 7 грудня — Джерард Петер Койпер, нідерландський і американський астроном
- 9 грудня — Далтон Трамбо, американський письменник, кіносценарист

## Померли
Дивись також Категорія:Померли 1905
- 24 березня — Жюль Верн, французький письменник, «батько наукової фантастики»
- 31 жовтня — Бауман Микола Ернестович, діяч більшовицької партії, революціонер-професіонал, соратник Володимира Леніна.